# Porfirio Rubirosa
Porfirio Rubirosa (ur. 22 stycznia 1909 w San Francisco de Macorís, zm. 5 lipca 1965 w Lasku Bulońskim w Paryżu) – dominikański dyplomata, kierowca wyścigowy i gracz polo. Zwolennik dyktatora Rafaela Trujillo, który nazywał Rubirosę „moim drogim Rubim”. Wsławił się jako kobieciarz – miał wiele żon, w tym dwie wówczas najbogatsze kobiety na świecie.

## Życiorys
W 1931 w klubie country spotkał Rafaela Trujillo, a już następnego dnia stał się członkiem Gwardii Prezydenckiej. Dzięki dobrym stosunkom z dyktatorem został w 1936 mianowany dyplomatą Republiki Dominikany. W tej roli został wysłany do ambasady w Berlinie (pierwszy raz podczas Igrzysk Olimpijskich w 1936), a później w Paryżu. W późniejszych latach był ambasadorem także w Vichy, Buenos Aires, Rzymie, Hawanie i Brukseli. Trujillo usiłował wykorzystać siłę towarzyską Rubirosy do nawiązania dobrych stosunków dyplomatycznych z krajami demokratycznymi, zwłaszcza na Zachodzie z prezydentem Johnem Fizgeraldem Kennedym. W trakcie niemieckiej okupacji na terenach Francji wspólnie z Django Reinhardtem, Eddiem Barclayem i ówczesną żoną Danielle Darrieux poświęcił się rozrywkom, czerpiąc pieniądze od amerykańskich posiadaczek miliardowych fortun, zawierał znajomości z gwiazdami Hollywood i rozwijał swoje romanse, poznając kobiety w Cafe Society. Zetknął się również z Jeanem Cocteau.
Po wojnie podróżował wspólnie z Ramfisem Trujillo (synem Rafaela), z którym trwonił znaczną część państwowych funduszy. Mimo bycia znaną postacią w kręgach elit społecznych, nie wyróżniał się zdolnościami ambasadorskimi: do jego nielicznych zasług należy zdobycie dla Trujillo kilku francuskich odznaczeń i odnowa przyjaznych stosunków z hiszpańskim dyktatorem Francisco Franco. W 1961 wrócił z Ramfisem na Dominikanę po tym, jak zamordowano Rafaela Trujillo.
W wyścigach samochodowych startował głównie w wyścigach zaliczanych do klasyfikacji Mistrzostw Świata Samochodów Sportowych. W 1954 zwyciężył w klasie S 5.0 12-godzinnego wyścigu Sebring. W latach 1950 i 1954 pojawiał się w stawce 24-godzinnego wyścigu Le Mans, jednak nigdy nie dojechał do mety.
5 lipca 1965 zmarł w wyniku odniesionych ran po tym, jak rozbił się samochodem. Mianem rubirosy określane są na Dominikanie ogromne młynki do kawy.